# America the Beautiful (parcs Disney)
Pour les articles homonymes, voir America the Beautiful.
America the Beautiful est un film de type Circle-Vision 360° qui fut présenté à Disneyland et au Magic Kingdom. Le film montre les plus beaux paysages des États-Unis sur 9 écrans disposés en cercle autour du spectateur.

## Historique
Le film a d'abord été tourné à la fin des années 1950 et présenté en 1958 à la Foire internationale de Bruxelles. Walt Disney en personne se rend à Bruxelles en juillet 1958 pour y voir l'exposition et y aurait trouvé des idées d'amélioration pour le parc Disneyland mais aussi le scénario d'un film, Monte là-d'ssus (1961). L'idée provient d'une animation présentée dans le pavillon américain dans laquelle un professeur de Sciences utilisait des gags visuels. Le film a permis aux Studios Disney de se renflouer.
L'attraction America the Beautiful fut reprise à la fermeture de l'expo en 1960 par le parc Disneyland qui le présenta lors d'une tournée à travers les États-Unis. Le film avait alors une durée de 16 min. Le film fut retourné et allongé de 2 min en 1967 afin de le présenter dans le parc à thème à l'occasion de la rénovation de Tomorrowland. Cette version fut présentée aussi au parc Magic Kingdom en Floride à partir de 1971.
Le spectacle a été mis à jour en 1975 à l'occasion du bicentenaire des États-Unis et contenait une scène prise lors des cérémonies à Philadelphie.
Le film a été redimensionné en 16 mm pour un écran normal en 1980 à des fins éducatives.
Robert Florizoone, le fils du fondateur de Meli Park Alberic-Joseph Florizoone, rapporte une anecdote de l'époque de l'Exposition universelle de 1958 à Bruxelles. Alors que l'architecte Wiegman réajuste les décors de l'attraction Wonderbare Bijenkorf dans le pavillon Meli une semaine après l'ouverture, il aperçoit un homme s'intéressant à l'attraction. Il s'agit de Walt Disney, présent pour America the Beautiful au pavillon des États-Unis. Wiegman se présente à lui et se dit honoré. Disney lui répond qu'il s'assure que ses idées n'ont pas été reprises sans son consentement et dit qu'il fera fermer son affaire si c'est le cas. Il s'avère qu'il n'y verra aucun plagiat.

## Le spectacle

### Disneyland
- Ouverture : 25 juin 1967[2]
- Fermeture : 3 janvier 1984[2]
- Conception : WED Enterprises
- Type de siège : aucun
- Durée : 18 min.
- Type d'attraction : cinéma en Circle-Vision 360°
- Situation : 33° 48′ 44″ N, 117° 55′ 05″ O
- Attraction suivante :
  - American Journeys, de 1984 à 1996
  - Rocket Rods, de 1998 à 2001
  - Buzz Lightyear's Astro Blasters, depuis 2005

### Magic Kingdom
- Ouverture : 25 novembre 1971[2]
  - Rénovation : du 15 mars 1974 au 15 mars 1975[2].
- Fermeture : 9 septembre 1984[2]
- Conception : WED Enterprises
- Type de siège : aucun
- Durée : 18 min.
- Type d'attraction : cinéma en Circle-Vision 360°
- Situation : 28° 25′ 06″ N, 81° 34′ 48″ O
- Attraction suivante :
  - Magic Carpet 'Round the World, du 16 mars 1974 au 13 mars 1975
  - American Journeys, du 15 septembre 1984 au 9 janvier 1994
  - Timekeeper, du 21 novembre 1994 au 26 février 2006
  - Monsters, Inc. : Laugh Floor, depuis avril 2007